# Robert Gorham Morse
Robert Gorham Morse (soms ook Robert Graham) (Jamaica Plain, een wijk van Boston (Massachusetts), 23 augustus 1874 – Marblehead, 6 april 1965) was een Amerikaans componist en technicus. Hij was de zoon van het echtpaar Robert McNeil Morse en Anna Eliza (Gorham) Morse. 

## Levensloop
Morse was na het bezoek aan de Belmont School, in Belmont en de W.H. Nichols' School in Boston een begaafd technicus en werkte in verschillende mijnbouwbedrijven en woonde een bepaalde tijd in Lakeville Place, in de wijk Jamaica Plain van Boston. Daarnaast was hij een enthousiast blaasmuzikant. Daarbij heeft hij zich ook met verschillende marscomposities beziggehouden en schreef vooral in 1895 de Up the street march, die nog nu bij vele Amerikaanse harmonieorkesten op de lessenaar staat. 